# District de Dongxing
Pour les articles homonymes, voir Dongxing (homonymie).
Le district de Dongxing (东兴区 ; pinyin : Dōngxīng Qū) est une subdivision administrative de la province du Sichuan en Chine. Il est placé sous la juridiction de la ville-préfecture de Neijiang.